# ナム・ユンス
ナム・ユンス（韓国語：남윤수、1997年7月14日 - ）は大韓民国の俳優、モデルである。

## 出演

### 映画
- 自分の力を生きる（2020年）- テミン役

### ドラマ
- シェアハウス～男女4人の物語～（2018年、MBC Every1）
- やめろと言われると余計にやりたくなる19（2018年、PLAYLIST）[1]
- ロボットではありません（2018年、PLAYLIST）
- 人間レッスン（2020年、Netflix）- クァク・ギテ役[2]
- パンドラの世界～産後ケアセンター～（2020年、tvN）- ハ・ギョンフン役[3]
- 怪物（2021年、JTBC）- オ・ジフン役
- 恋慕（2021年、KBS2）- イ・ヒョン役[4]
- 今日のウェブトゥーン（2022年、SBS）- ク・ジュニョン役[5]
- 借りた体（2022年、Kakao TV）- イ・サンユ役[6]

### バラエティ
- 靴を脱いでドルシングファーマン（2022年、SBS）[7]

### MC
- M COUNTDOWN（2021年2月18日 - 現在）

## 雑誌
- 2018年2月号 Ceci[8]
- 2022年1月号 COSMOPOLITAN[9]

## 賞とノミネート

### 受賞
- 2021年「アジアモデルアワード モデルスター賞」（『恋慕』）

### ノミネート
- 2021年「百想芸術大賞 TV部門新人俳優賞」（『人間レッスン』）
- 2021年「ブランドオブザイヤーアワード 新人俳優賞」
- 2021年「KBS演技大賞 新人俳優賞」（『恋慕』）